# Mille Fiori
Mille Fiori ist ein Karten- und Legespiel des deutschen Spieleautors Reiner Knizia, das 2021 bei dem Verlag Schmidt Spiele sowie in der Folge international erschien.

## Hintergrund und Spielmaterial
Ort der Spielhandlung ist eine nicht näher benannte Lagune in Italien, die für die Glasfertigung bekannt ist. Die Spieler übernehmen die Rolle eines Glasherstellers und stellen Glas her, handeln und sichern sich die Unterstützung der Lagunenbewohner. Das Spielmaterial besteht vor allem aus dem Spielfeld, 30 transparenten Rauten sowie Spielkarten. 

## Spielweise
Das Spiel teilt sich im Kern in zwei Phasen – zuerst ein Karten-Drafting, bei dem man eine Karte auswählt und die restlichen weitergibt, und danach ein Legespiel, bei dem die Spieler Punkte sammeln und zu zusätzlichen Aktionen kommen.
Im Spiel werden fast alle Handlungen mit Punkten belohnt, wobei Teilbereiche wie der Hafen nur punkteträchtig sind, wenn die Spieler kooperieren.

## Ausgaben und Rezeption
Mille Fiori erschien erstmals 2021 bei dem Spieleverlag Schmidt Spiele auf Deutsch sowie mindestens auf Englisch beim US-amerikanischen Spieleverlag Devir Games. Im Jahr 2023 erhielt Mille Fiori den Spielepreis  Mensa Select Games, der von der amerikanischen Sektion des Verbandes Mensa International vergeben wird.